# Остеркапелн
Остеркапелн (њем. Ostercappeln) општина је у њемачкој савезној држави Доња Саксонија. Једно је од 34 општинска средишта округа Оснабрик. Према процјени из 2010. у општини је живјело 9.531 становника. Посједује регионалну шифру (AGS) 3459029.

## Географски и демографски подаци
Остеркапелн се налази у савезној држави Доња Саксонија у округу Оснабрик. Општина се налази на надморској висини од 73 метра. Површина општине износи 100,2 km². У самом мјесту је, према процјени из 2010. године, живјело 9.531 становника. Просјечна густина становништва износи 95 становника/km².

## Међународна сарадња
| Мјесто | Држава    | Врста сарадње | Од    |
| ------ | --------- | ------------- | ----- |
| Болбек | Француска | партнерство   | 1980. |
| Извор  |           |               |       |